# 福西志計子

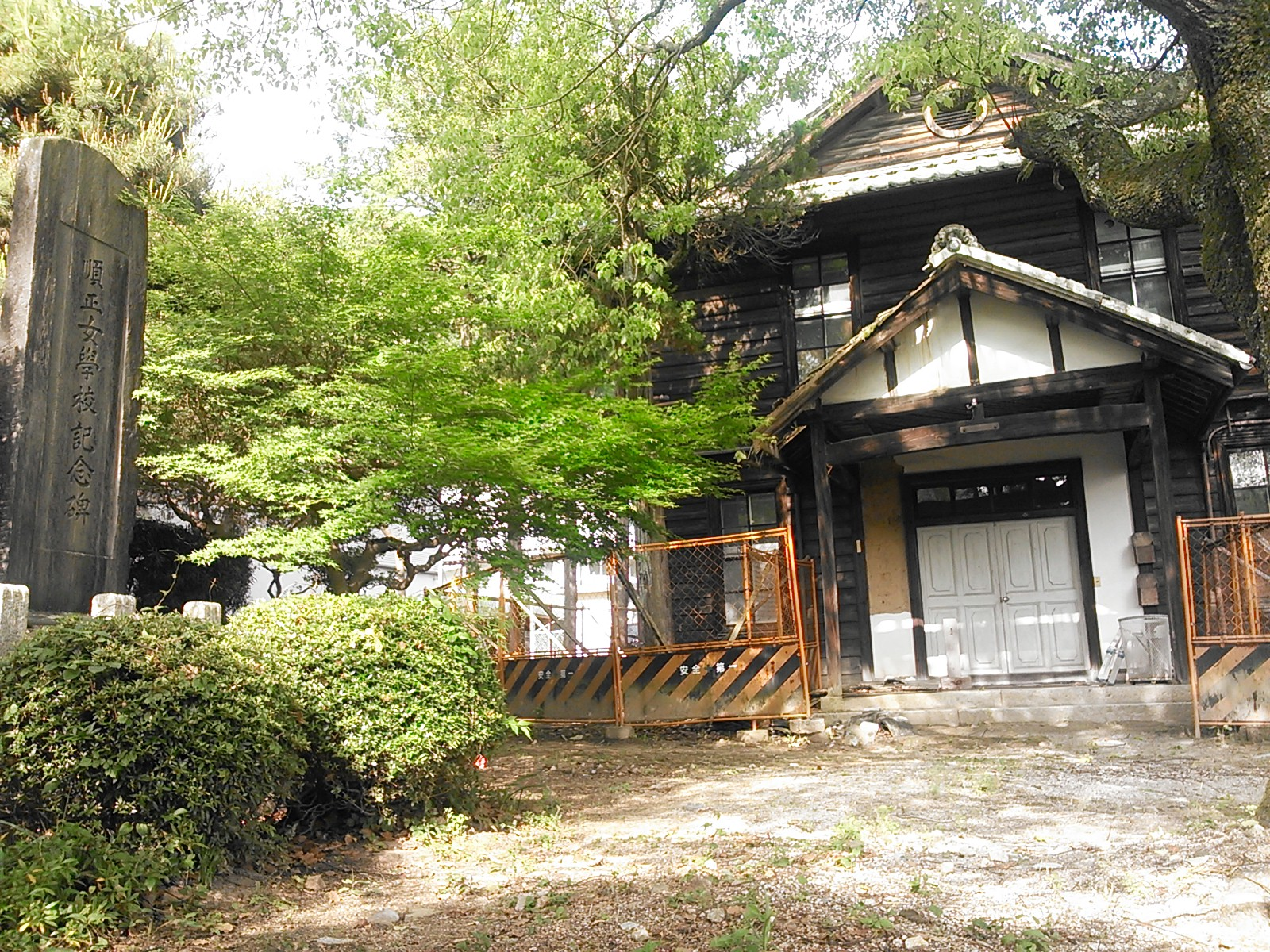
順正寮（順正女学校舎）跡および女学校跡地の石碑

福西志計子（ふくにし しげこ、弘化4年12月13日（1848年1月18日） - 明治31年（1898年）8月21日）は、日本の教育者、キリスト教信徒。幼名（本名）は福西繁（ふくにし しげ）であり、信仰者・教育者として職に携わるにあたっては名を読み替えて志計（しげ）ないしは志計子（しげこ）と名乗る。岡山県高梁市において岡山県初の女学校である順正女学校を設立した事により、同地において女子中等教育の実践を通し高等教育普及の礎を築いた人物。

## 概説

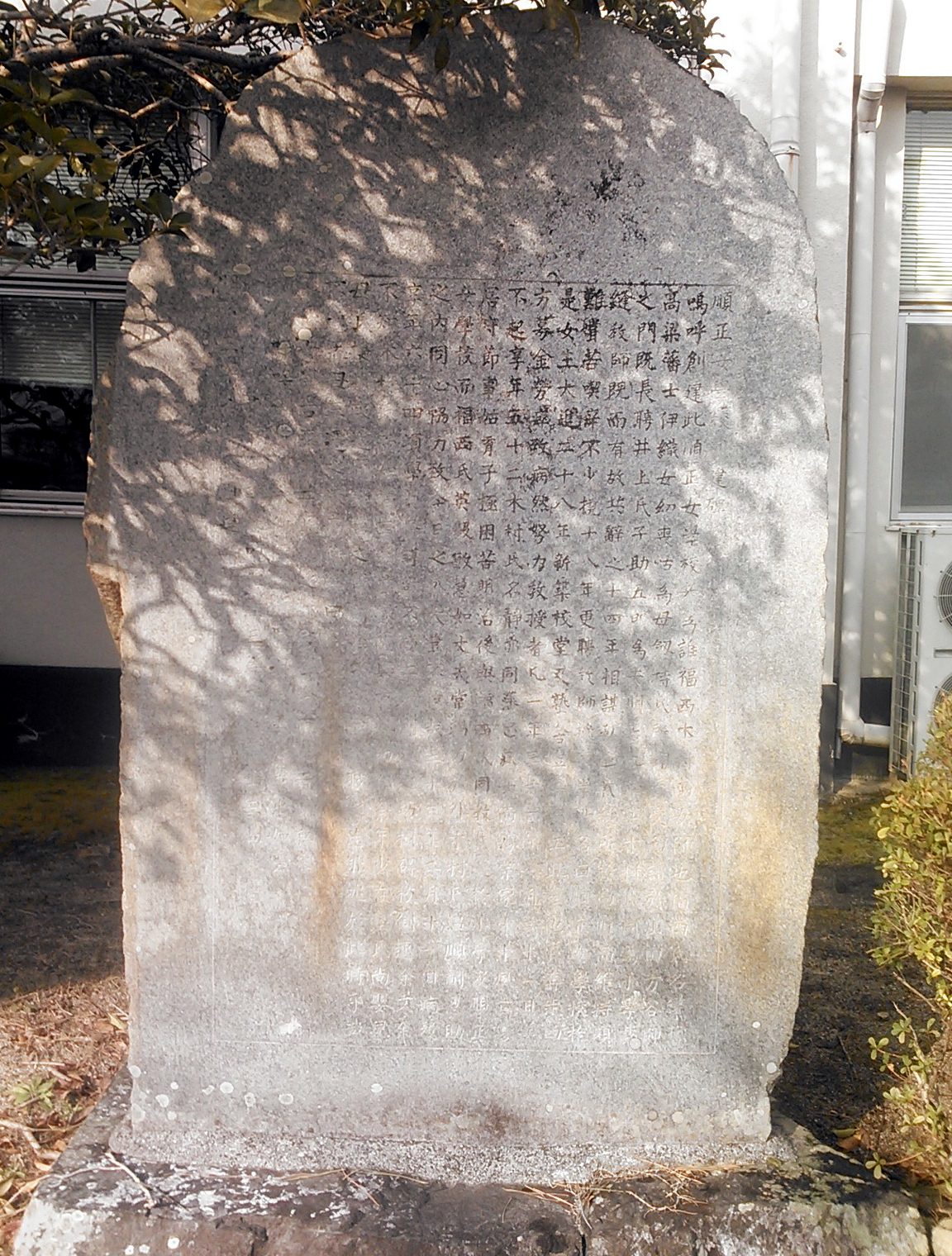
順正女学校創建碑
（伝・三島中洲撰文、明治38年8月設置）

幼少時、隣家の儒学者・山田方谷に漢学をはじめとした種々の教養を学び、17歳にて婿養子を迎えて結婚。のち29歳にて岡山裁縫伝習所において裁縫の伝習術を修め、高梁小学校附属裁縫所の教師となる。教師としての活動の中で志計子は共に高梁出身として伝習所にて学ぶ友人であった木村静（きむら しず）と共に高梁基督教会堂にてキリスト教に触れると共に、金森通倫や新島襄との交流を経て、女子高等教育の必要性を痛感する。
しかし高梁へのキリスト教伝来と同時期に吹き荒れた反キリスト教の世論のために裁縫所教師の職を木村と共に追われる。同様に職を追われた者たちが高梁教会への奉仕活動へと勤しむ中、志計子は教育者として立場に拠らない女子高等教育への志を捨てることなく私設の縫製所を開学。のち同縫製所に文学科を併設し女学校として改組させ順正女学校とした。
順正女学校より運営を引き継ぎ存続している岡山県立高梁高等学校家政科の学祖。そして学校法人順正学園の運営する各校（主には吉備国際大学・吉備国際大学短期大学部・順正高等看護福祉専門学校）において、その志を同地において示した「学祖に準ずる者」として推戴される人物である。
日本の明治期において女子高等教育の必要性を説き「女性に自由な教育を」をその活動の信念・旗印とし、現在で言うところの高梁市周辺域を中心に、女児・女性の初中等教育の普及に努めた。

## 人物
大まかな評伝としては「男勝りで実行力に富み、自己にも他者にも厳しく接する人物」とされている。その様はまさに「女傑」という言葉に値する、と評される場合もある。しかし、その行動の中には常に深い女性として人間としての深い「愛情」があったとされている。

### 体験によって得た男女平等主義
志計子は幼い頃の父親との死別により、母子家庭の娘として生きていかねばならなかった。その後、志計子が婿をとるまでの間、当主名代として福西家を廃嫡させずに存続させたのは、他ならぬ彼女の母親であり、その母親の「父なし娘と侮られぬよう、きちんとした学問を身につけて欲しい」との願いにより志計子は山田方谷の元へと藩の男子や他藩よりの遊学生に交ざって学問を修める事になった。また、結婚後も幕末から明治初期にかけての混乱を切り抜け、備中松山藩の士族として貧窮に甘んじる事にもなった。この体験は志計子に「たとえ女子と言えども、事あらば男子に匹敵する、あるいはそれを超える働きが求められる」という経験則と「女であるというだけで、男に劣るなどという事は決して無い」という意識を与えた。すなわち福西はキリスト教の「神の下の平等」に触れる以前より男女平等主義をその身に刻んでいたとされている。
男女平等主義者であった福西だが、当時の社会における女性蔑視の原因を、単に男性側の意識や単なる社会構造の問題ととらず「女性側に学問を学ぶ機会が与えられないためである」と捉えた。これもまた自らが方谷門下として男性たちに互して学問に研鑽した過去にあるとされる。女性側の知性と意識が高まり理に適う行動が出来れば、男性と同様の実績を積める、という事を前述の経験則によって知っていた福西は、それゆえにこそ女性地位向上・男女平等の理想への近道を社会改革や示威活動ではなく、女子教育(と職業女性の推進)にこそ求めたのだとされている。

### 博愛主義者
こうした体験を経て方谷の元で理知と実行力を学んだ福西であったが、その元に常に理(または利)詰めで動いていたのかといえば実はそうではなく、その行動には常に博愛精神がついて回っていたという。幼きにおいては山田方谷より賜った至誠惻怛に基づく、長じてはキリスト教的博愛主義に基づいた、双方に共通する「人間愛」の精神を、福西は常に尊重し続けたと言われており、順正女学校の理念もまた、それに基づく「温順貞正」であったという。

### 順正の「父」として
このように実行力に富み厳格で男勝りにして、されど母に勝る慈愛を持っていた福西は、本来は女性にもかかわらず教え子より「順正のお父さま」と恐れられながら慕われた。
実際、福西は女学校においては、いわゆる現代に言うところの実学主義をとっていたために風紀や躾に厳しく、特に社会に出て（ないしは家庭に収まれども）有用な人材になれるようにと学問と技術を教授する事に情熱を注いだとされる。方谷の弟子であった頃の教育のため、時に知識のみを詰め込み論じ社会実態に乖離して論を展開させて理想を語る形による、いわゆる「学問のための学問」にはかなり批判的で、そのため時に学問知識に偏重して志向する生徒らとの衝突もあったといわれる。それはすなわち生徒への愛情ゆえの厳しさや、彼女らの将来を案じての苦言であったわけだが、その様は、まさに「母」とするには苛烈で「父」と形容するに足るものであった。福西の指導に心を疲弊させた生徒のメンタルケアを担当したのは、彼女の盟友であった「順正のお母さま」木村静であり、初期順正女学校の慈愛精神は、この2人の「愛の両輪」こそがそれを支えていたのである

### 信仰者として
かつて高梁教会によって幼少期の虐待から救い出され、福西に匿われながら青年期を過ごした留岡幸助は、自編著『信仰美談』において、福西を日本キリスト教の歴史上において細川ガラシャ、丹波ノブに並ぶ「信仰の人」であると評した。留岡にとって福西は信仰上の姉分にあたるため、身内贔屓の側面は決して否定できないが、それを勘案してなお留岡は福西の信仰の姿勢を高らかに褒め称え、順正女学校の設立と以降において女学校が優秀な人材を輩出していった成果を「信仰の力」と評している。
明治13年（1880年）に新島襄の高梁での伝道を聞いた福西は、そこに幼い頃より山田方谷を通して体感していた至誠惻怛の精神、すなわち「博愛主義」や「平等主義」が体現されている事に気付く。未だ高梁という地の当時の価値観においては異端であった、その考えを肯定してくれる、この教えは福西にとっては正真正銘の福音であったとも言われる。以降、福西は真摯に、この信仰と向き合う事となった。
明治期に高梁において起こった3回の反教運動を超え、公職を追われてなお棄教に至らなかった福西の信仰への姿勢は疑いようが無いとされる。

### 高等教育への理想と結末
福西は明治16年（1883年）にメアリー・リヨンの伝記に触れて強く影響を受けたとされている。当時、縫裁所を運営していた福西は、リヨンの大学創設に大きく勇気づけられ「あの人は女子でありながら大学を創設したのであるから、私にもそれができないはずはない」と志を高め、高梁の地に大学を設立させることを夢に見た。これを以降、福西の女子教育の理想は中等教育の質の上昇と高等教育の設置へと向けられる。のち福西は縫裁所を「縫裁科」とした上で文学科を新設し、順正女学校へと改組させた。さらに女学校は福西死後の明治45年（1912年）に順正高等女学校を名乗る事になり、大正期においては他の高等教育機関に対し在校生のうち30％の進学率を叩き出す学校となっていった。
されど、結論として順正女学校そのものの高等教育課程設置は、福西が志半ばにして病に伏した事（1898年）と後の県営移管（1921年）において、中途半端な形となった。以降は教育界そのものが国体思想へ一直線となる中で福西が理想とした女子高等教育の敷設の道は絶たれ、昭和18年（1943年）には校名から順正の名も消されていく。
のち福西が教育の理想を掲げた頼久寺町・伊賀町に再び「順正」の名が掲げられるのは、戦後、昭和42年（1967年）に高梁市と加計学園グループ（加計勉）によって、高等教育課程を持つ学校として順正短期大学と順正高等看護専門学校が設立されるまで待つ事となった。なお、これらの学校の設立には高梁市に根付いた順正女学校の卒業生たちを中心に行われた市民運動が深くかかわっている。

## 略歴
※日付は明治5年（1872年）までは旧暦。

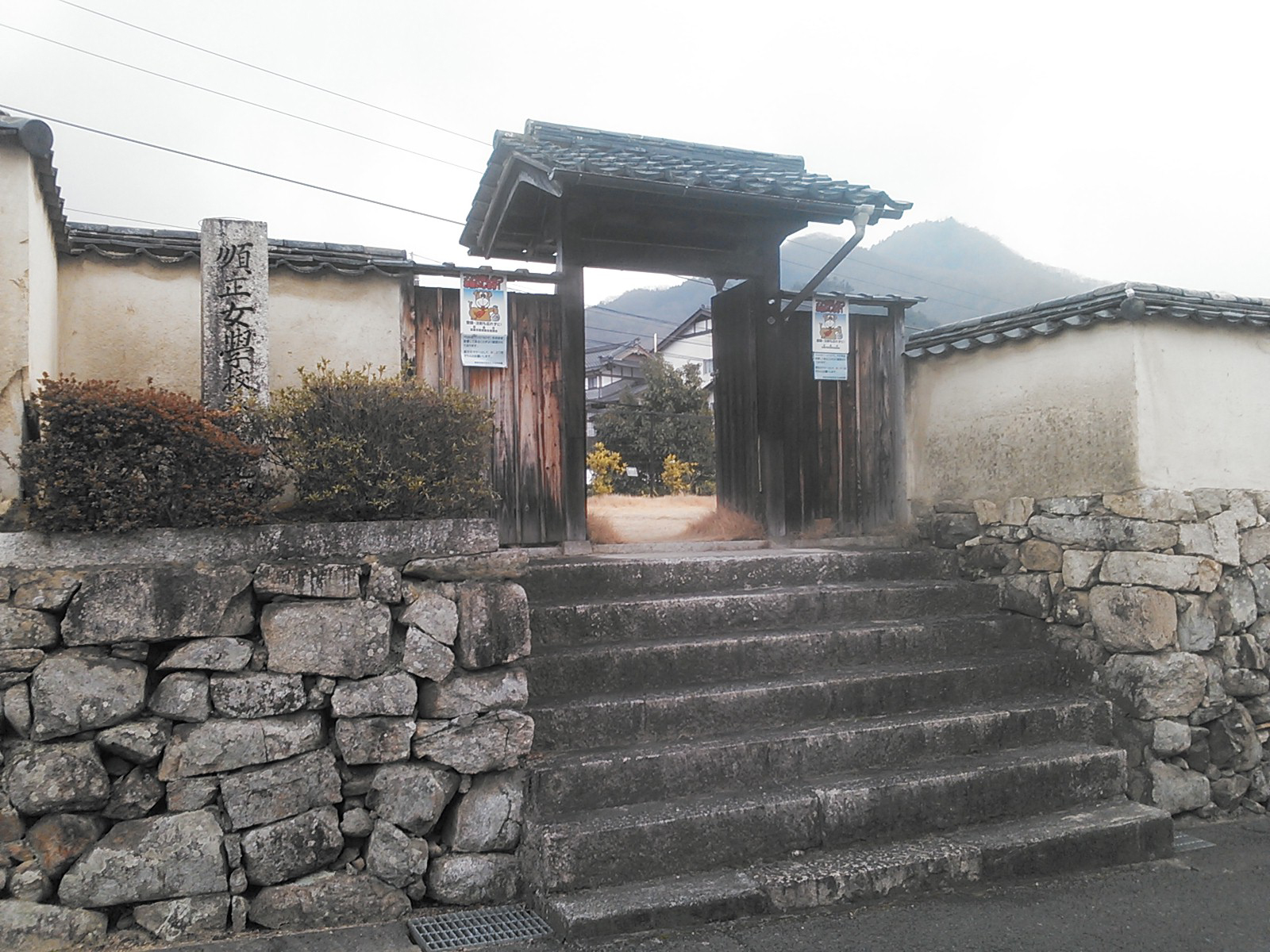
福西志計子公園の門

- 弘化4年（1848年）12月13日：備中松山藩士・福西伊織、飛出子[注 16]夫妻の長女[19]として、備中国松山藩御前丁[注 17]に生まれる。
- 嘉永4年（1852年）：数え7歳（実年齢4～5歳）にして父と死別し、以降は母に育てられる。同時期に隣家の儒学者・山田方谷に学び、その薫陶を受ける。
- 文久元年（1861年）頃：数え17歳（実年齢14～5歳）にて自家と同じ松山藩士・井上助五郎を福西家の婿養子に迎え、結婚。家庭に入る。
- 明治8年（1875年）：士族としての困窮に悩まされながらも幼少期の方谷よりの薫陶を想い、家計の保持と学の道の両立を思い立って、教職の道を志し岡山裁縫伝習所に入学。
- 明治9年（1876年）
  - 7月：伝習所を卒業。
  - 10月より高梁小学校附属裁縫所の教師となる。
- 明治12年（1879年）頃：キリスト教に触れる。のち新島襄らに薫陶を受ける。
- 明治13年（1880年）：木村静と共にキリスト教婦人会の設立に参加。しかし、この行為が「公職たる教師にあるまじきこと」として問題視[注 18]され、職を辞すか信仰を棄てるかの選択を迫られる。結果、福西と木村は裁縫所教員の職を辞す。
- 明治14年（1881年）：高梁向町に在する黒野邸の一画（現・福西志計子公園。順正女学校発祥地）を借り受け女子教育の場として私設の縫製所を設立する。
- 明治15年（1882年）：高梁基督教会堂の設立に伴い、正式に洗礼を受けて、キリスト教徒となる。
- 明治16年（1883年）：メアリー・リヨンの伝記に深く感銘を受け、女子高等教育への志をより強くする。
- 明治18年（1885年）：縫製所に文学科を設置させ、私設縫製所を順正女学校として改組。初代校長として柴原宗助[注 19]を迎え、志計子は一教師兼経営者として運営に関わる。
- 明治20年（1887年）：最新の女子教育の世情を学ぶために上京。神田職業学校にて1年間、勉学に励む。
- 明治26年（1893年）：順正女学校を専門施設として独立させるため、校舎新築趣意書を発する。
- 明治28年（1895年）頃：激務から糖尿病を発症。療養生活に入る。のち合併症として肺の機能不全に陥る。
- 明治29年（1896年）：順正女学校は校舎を新設し、向町の借地から頼久寺町（現・順正寮跡）に移転[注 20]。
- 明治31年（1898年）8月21日：合併症の肺病によって病没。52歳。墓所は高梁市頼久寺町の高梁基督教会堂墓地に在する。

## 記念碑等
福西志計子墓所
高梁市頼久寺町、高梁基督教会堂墓所内。順正寮跡（および、学校法人順正学園FC吉備国際大学Charme事務局）北側。
福西志計子公園
高梁市向町、伯備線沿い、高梁税務署裏踏切の南西側敷地。旧黒野邸、順正女学校発祥の地。公園内には高梁市による、福西の業績と彼女の遺訓のひとつとされる「人の見えない所に働く者となれ」という言葉が刻まれた石碑がある。
順正女学校創建碑
高梁市伊賀町、吉備国際大学・同短期大学部・順正高等看護福祉専門学校の第1号共同学舎（順正学園本部）前に在する。明治38年8月、順正女学校によって設置され、以降は順正高等女学校・岡山県立順正高等女学校・岡山県立高梁高等女学校・岡山県立高梁第二高等学校・岡山県立高梁高等学校伊賀町校舎・順正短期大学・吉備国際大学短期大学部、と本地に居を置いた各校によって連綿と守られ続けている、福西の業績を記した遺碑。三島中洲撰文と伝わる。
順正寮跡
福西が明治29年に新設した順正女学校の専門校舎。現在は学校法人順正学園が管理。岡山県指定史跡。
福西先生記念碑（順正学園学生諸君伝碑）
順正学園が福西を顕彰した『学生諸君へ』と題されている石碑。福西の順正女学校設立と、その交友関係を簡潔に記し、その土壌の上に学んでいる事を忘れず心得るよう、順正学園の学生たちに喚起する内容となっている。2012年築。隣には創始者加計勉を顕彰した「道」の碑が並んでいる。加計美也子（順正学園理事長）撰文の碑。順正学園女子学生寮のひとつでありキャンパス至近の学生寮である「たかはし寮」の前に設置されている。

### 関連人物
- 山田方谷 - 福西の幼少期の師にあたる人物。
- 木村静 - 福西の盟友。共に順正女学校の設立に奔走した女教師仲間。
- 金森通倫 - 福西と木村が活動していた当時における岡山教会の責任者。福西と木村に洗礼を与えた人物。
- 留岡幸助 - 福西と同時期に高梁教会にて洗礼を受けた教育者兼社会事業家。岡山四聖人の一人で家庭学校（現在に言う児童自立支援施設の前身のひとつ）の創設者。
- 上代知新 - 金森の要請により高梁協会初代責任者として赴任した牧師。福西の学校設立および運営活動を支援した。のちに山陽高等女学校にて校長職を51年間勤めた上代淑の父親。
- 伊吹岩五郎 - 上代の次代として業務を引き継いだ高梁教会の牧師。福西の死後、校長を兼任して彼女の衣鉢を継ぐ。
- 加計勉 - 日本の教育者。加計学園グループ創始者。福西の志に感銘を受け、順正女学校の跡地に順正短期大学（学校法人高梁学園）を創始する。

## 関連書籍

### 研究書
- 福西志計子と順正女学校 山田方谷・留岡幸助・伊吹岩五郎との交友（著・倉田和四生 / 刊・吉備人出版 /2006年12月16日 初版発行）ISBN 4-86069-143-1

### その他
- 山田方谷の夢（著・野島透 / 刊・明徳出版社 /2011年6月単行本初版発行 /2011年12月1日文庫版初版発行）ハードカバー ISBN 978-4-89619-794-5 / 文庫版 ISBN 978-4-89619-796-9

山田方谷と谷昌武の生涯に焦点を当てた司馬史観に影響を受けている歴史小説作品。著者の野島は方谷の子孫で本業は財務省官僚。福西志計子は谷の幼馴染かつ初恋の相手としてヒロイン扱いとなっており、幕末のステレオタイプ的女性像を以って人格の描写がなされている。

## メディアで福西志計子を演じた俳優
- 磯村みどり - 『大地の詩 -留岡幸助物語-』（2011年、山田火砂子監督。現代ぷろだくしょん制作）